# Diloma samoaensis
Diloma samoaensis is een slakkensoort uit de familie van de Trochidae. De wetenschappelijke naam van de soort is voor het eerst geldig gepubliceerd in 2003 door Schwabe & Barclay.